# 井上義和
井上義和（いのうえ よしかず、1973年- ）は、日本の社会学者、帝京大学教授。

## 人物・来歴
長野県生まれ。長野県松本深志高等学校を経て、京都大学工学部機械系学科から転部し、1997年同教育学部教育社会学科卒、2000年同大学院教育学研究科博士後期課程退学。2000年京都大学教育学研究科助手、2002年関西国際大学メディアセンター専任講師、2007年准教授、2012年帝京大学准教授、2021年同共通教育センター教授。教育社会学、歴史社会学。
2021年9月より、論壇チャンネル「ことのは」で番組（「井上義和の特攻文学を読む」）を配信中。

## 著書
- 『日本主義と東京大学 昭和期学生思想運動の系譜』パルマケイア叢書 柏書房、2008.7
- 『未来の戦死に向き合うためのノート』創元社、2019.2
- 『特攻文学論』創元社、2021
- 『降旗元太郎の理想 名望家政治から大衆政治へ　近代日本メディア議員列伝2』創元社、2023

### 主な共編著
- 『日本主義的学生思想運動資料集成Ⅱ 10 解題および各種資料編』全2期・全19冊、打越孝明・占部賢志 共解題、柏書房, 2007-2008
- 『ラーニング・アロン 通信教育のメディア学』佐藤卓己共編、新曜社, 2008.3
- 『深志の自治　地方公立伝統校の危機と挑戦』加藤善子共編、信濃毎日新聞社開発局出版部, 2023

### 翻訳
- タキエ・スギヤマ・リブラ『近代日本の上流階級　華族のエスノグラフィー』竹内洋・海部優子 共訳、世界思想社, 2000.8
- マイルズ・フレッチャー『知識人とファシズム 近衛新体制と昭和研究会』竹内洋 共訳. 柏書房, 2011.4

## 論文
- <井上義和

## 動画
- 井上義和：祖国と慰霊を考える「三社参り」：九段・市ヶ谷・千鳥ヶ淵【論壇チャンネルことのは】